# Læsning
 Denne artikel bør gennemlæses af en person med fagkendskab for at sikre den faglige korrekthed.

Læsning er en legemlig færdighed på linje med andre legemlige færdigheder som at cykle og at stå på rulleskøjter.[kilde mangler] Læsning udføres enten med øjnene eller med fingerspidserne. Selve det at læse er den karakteristiske automatiske skanning af skrift, som den læsendes øjne i reglen foretager: En ubevidst handling som udelukkende hører under menneskets fysiologi. 
Øjnenes læsebevægelser styres af ligevægtsorganet i det indre øre.[kilde mangler]
Følgelig afhænger læseudøvelsen af ligevægtsorganets kapacitet, og dermed af det indre øres egenskaber som sådan.[kilde mangler]
Læsning kan siges at bestå i at udsætte sig for systematiske, veldefinerede sanseindtryk. Dertil kommer den subjektive oplevelse, som læsning kan give, nemlig at fremkalde følelser og tanker, påvirke intellektet og at få sanseoplevelser. Her kommer fx psykologien ind i billedet. 
Lidt mere præcist er læsning at genskabe et forestillingsindhold på basis af identifikation af tekstens skrevne ord og forhåndskendskab til tekstens begrebsverden. 